# Olpium kuriense
Olpium kuriense är en spindeldjursart som beskrevs av Volker Mahnert 2007. Olpium kuriense ingår i släktet Olpium och familjen Olpiidae. Inga underarter finns listade i Catalogue of Life.